# (4929) Yamatai
(4929) Yamatai (1982 XV) – planetoida z grupy pasa głównego asteroid okrążająca Słońce w ciągu 3,29 lat w średniej odległości 2,21 j.a. Odkryta 13 grudnia 1982 roku. Nazwa planetoidy pochodzi od starożytnego państwa Yamatai (jap. 邪馬台国 Yamatai koku) istniejącego w epoce Yayoi na terenach dzisiejszej Japonii.